# Kamerkrediet

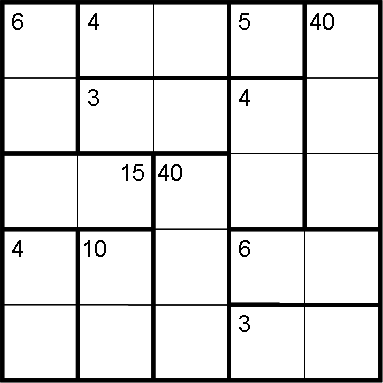
Opgave

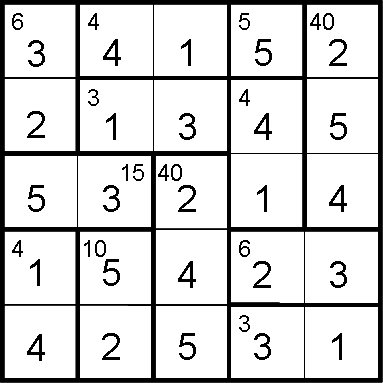
Oplossing

Kamerkrediet, ook Inshi no heya is een logische puzzelsoort.  Het is een specifieke vorm van het Kenken - puzzelgenre waarbij elke bewerking wordt geïmpliceerd als vermenigvuldigen.
Kamerkrediet wordt gespeeld op een vierkant diagram dat door dikke randen is opgedeeld in 'kamers'. Een van de afmetingen van elke kamer bestaat uit een enkele vakje; de lengte van de breedte van de kamer verandert per kamer.
Kamers kunnen horizontaal of verticaal staan en hebben een klein nummertje in de linkerbovenhoek.
De puzzel begint met een leeg diagram. Het doel is om alle vakjes te vullen met niet-nul enkelcijferige getallen (1 tot en met n, waarbij n de lengte van de rand van het diagram is), zodat:
- De getallen in elke kamer, vermenigvuldigd met elkaar, zijn gelijk aan het kleine getal in de linkerbovenhoek van de kamer.
- Geen enkel nummer staat twee keer in een kolom of rij.

## Oplossingsmethoden
Een gebruikelijke plaats om te beginnen zijn eencellige vakjes, omdat deze eenvoudig kunnen worden ingevuld. Vervolgens kan gekeken worden naar vakjes met getallen die maar op een manier gecombineerd kunnen worden om het totaal te maken. Dit zijn vaak hokjes met een priemgetal, maar het kan ook bijvoorbeeld een 2-cel 72 zijn, waar 8 en 9 in moeten staan.
De technieken 'naakte paren' en 'verborgen paren', die vaak in Sudoku worden gebruikt, kunnen hier worden toegepast.
Eén techniek berust op het feit dat het product van elke rij en kolom een vast getal is. In een 5x5 Kamerkredietpuzzel moet elke rij/kolom bijvoorbeeld een product van 120 hebben. Als er in een rij/kolom van zo'n puzzel een viervakje met 24 staat, dan moet het overblijvende vakje in de rij/kolom 5 zijn om deze eigenschap te voldoen. Kijkend naar de andere kolom in de voorbeeldpuzzel, laat de 40 in de twee vakjes erboven zien dat daar het product van 3 moet staan en daarom een 1 en een 3 moeten zijn. Aangezien 3 geen factor 4 is, moet de 1 in het vakje erboven staan en 3 moet in het tweede vakje staan. Deze techniek kan ook uitgebreid worden naar andere rijen/kolommen.

## Geschiedenis
Kamerkrediet verscheen voor het eerst in Puzzle Communication Nikoli #92 van puzzeluitgeverij Nikoli. Hoewel de maker van de puzzel sprak over insū bunkai (factorisatieredacteur), werd die naam vervangen door inshi no heya, wat minder technisch klinkt. De puzzel verscheen sinds # 109 diverse malen in het tijdschrift.